# ホーヴェン＝オーエンス＝レントシュラー
ホーヴェン＝オーエンス＝レントシュラー（英語: Hooven-Owens-Rentschler）は、アメリカ合衆国にかつて存在した機械メーカー。
オハイオ州ハミルトンに所在し、蒸気機関およびディーゼルエンジンを製造していた。
同社はそのイニシャルから H.O.R. としてよく知られていた。また、Hooven は Hoover、Owens は Owen と誤って表記されることがあった。

## 歴史
同社は1876年に財産管理に入ったオーエンス・エバート・アンド・ダイアー社（1845年にジョブ・E・オーエンスによって設立された）の後継となる企業であった。
1882年、ジョージ・A・レントシュラー、J・C・ホーヴェン、ヘンリー・C・ソン、ジョージ・H・ヘルヴェイおよびジェームズ・E・キャンベルは、オーエンス・エバート・アンド・ダイアー社と、鉄鋼会社であるソン・アンド・レントシュラー社を合併し、ホーヴェン・オーエンス・レントシュラーという名称を採用した。
1883年、同社はコーリス蒸気機関の製造を始め、1901年までに合計700基を製造した。
第一次世界大戦時、ホーヴェン＝オーエンス＝レントシュラー社はアメリカ合衆国における最大のコーリス蒸気機関製造会社であり、およそ800名の従業員を雇用していた。
1928年、同社はナイルズ・ツール・ワークス社と合併し、ゼネラル・マシーナリー・コーポレーションとなった。しかしながらその後も H.O.R. のブランドでディーゼルエンジンを製造し、第二次世界大戦においてはアメリカ海軍の潜水艦およびリバティ船に多くのエンジンを供給した。 H.O.R. エンジンは供給された潜水艦におけるその信頼性の低さから悪名を上げ、「売女」と渾名された。
1947年、ゼネラル・マシーナリー・コーポレーションはライマ・ロコモティブ・ワークスと合併し、ライマ・ハミルトンとなった。その後同社は1950年にボールドウィン・ロコモティブ・ワークスと合併し、ボールドウィン＝ライマ＝ハミルトン・コーポレーションとなった。ボールドウィン＝ライマ＝ハミルトンは1956年に倒産した。